# Paweł Wybierała
Paweł Wybierała (ur. 14 kwietnia 1974 we Wrocławiu) – polski samorządowiec, w latach 2020–2021 członek zarządu województwa dolnośląskiego.

## Życiorys
Ukończył studia na Wydziale Nauk Społecznych Uniwersytetu Wrocławskiego w kierunku filozofia, pracował jako dziennikarz w lokalnym tygodniku. Ukończył także studia podyplomowe z zakresu zarządzania w turystyce i hotelarstwie oraz zarządzania i marketingu. Kierował Gminnym Zespołem Kultury i Bibliotek w Krośnicach oraz Schroniskiem Młodzieżowym w Krośnicach.
W marcu 2010 wygrał przedterminowe wybory na burmistrza Milicza, odnowił mandat w listopadzie 2010, uzyskał także mandat radnego powiatu milickiego. W 2014objął mandat radnego powiatu, a w 2018 radnego gminy Milicz. W 2019 bezskutecznie kandydował do Sejmu z listy KWW Bezpartyjni i Samorządowcy. Po 2014 kierował Wydziałem Promocji, a także był rzecznikiem prasowym Starosty Lubińskiego. W latach 2020–2021 był członkiem zarządu województwa dolnośląskiego.